# Andrea Fabbrini
Andrea Fabbrini (Torino, 29 novembre 1974) è un dirigente sportivo ed ex calciatore italiano di ruolo attaccante.

## Carriera
Dopo una lunga gavetta in Serie D col Pinerolo, dove in quattro anni ha collezionato 114 presenze e realizzato 25 reti, nel 1996 passa alla Pro Vercelli dove esordisce tra i professionisti in Serie C2. Qui resta per tre stagioni segnando 18 gol in 64 partite di campionato.
Nel 1999 passa al Crotone in Serie C1, restandoci per una sola stagione dove colleziona 31 presenze impreziosite da 8 realizzazioni e vincendo il campionato di serie C1
Dal 2000 al 2003 gioca nel Modena dov'è protagonista di un doppio salto di categoria in due anni, arrivando quindi a debuttare in Serie A nel 2002-2003 e raccogliendo 21 presenze e una rete (in occasione del successo casalingo sul Parma del 19 ottobre 2002).
Nel 2003 passa al Torino in Serie B, dove gioca tutte le 42 partite del campionato segnando 7 gol.
La stagione successiva torna al Modena sempre in Serie B dove colleziona 35 presenze e 5 reti lasciano la squadra al termine della stagione. In totale coi canarini ha disputato 123 incontri di campionato e messo a segno 30 reti.
Nel 2005 passa al Vicenza concludendo qui le sue presenze nel campionato cadetto con 24 presenze e 2 reti.
Dal 2006 ha sempre militato in Serie C2 con compagini piemontese, dapprima con il Cuneo (31 presenze e 17 reti), poi con la Canavese (7 gol in 37 partite giocate in due anni) ed infine ritornando alla Pro Vercelli dalla quale si è svincolato nel 2009 dopo un gol in 13 partite.
Nell'autunno 2009 passa nelle file del Rivoli, in Serie D e dopo 12 presenze e 6 reti nel mercato invernale passa al Chieri, squadra militante anch'essa in Serie D.
Nell'estate del 2011 passa al Venaria, squadra piemontese militante nel campionato di Promozione.
In carriera ha collezionato complessivamente 21 presenze ed una rete in Serie A e 136 presenze e 30 reti in Serie B.
Dal 2013 al 2017 è stato Capo degli Osservatori del Torino F.C.
Dal 2017 al 2019 è stato Responsabile del Settore Giovanile della F.C. Pro Vercelli.
Nel giugno 2019 diventa Responsabile del Settore Giovanile del Torino F.C.
Dal 2022 è Responsabile del Settore Giovanile del Novara F.C.

## Palmarès

### Club

#### Competizioni nazionali
- Serie C1: 2

Crotone: 1999-2000
Modena: 2000-2001
- Supercoppa di Serie C1: 1

Modena: 2001